# Шорстколисті
Шорстколисті (Boragináceae) — родина покритонасінних дводольних рослин.

## Ботанічний опис

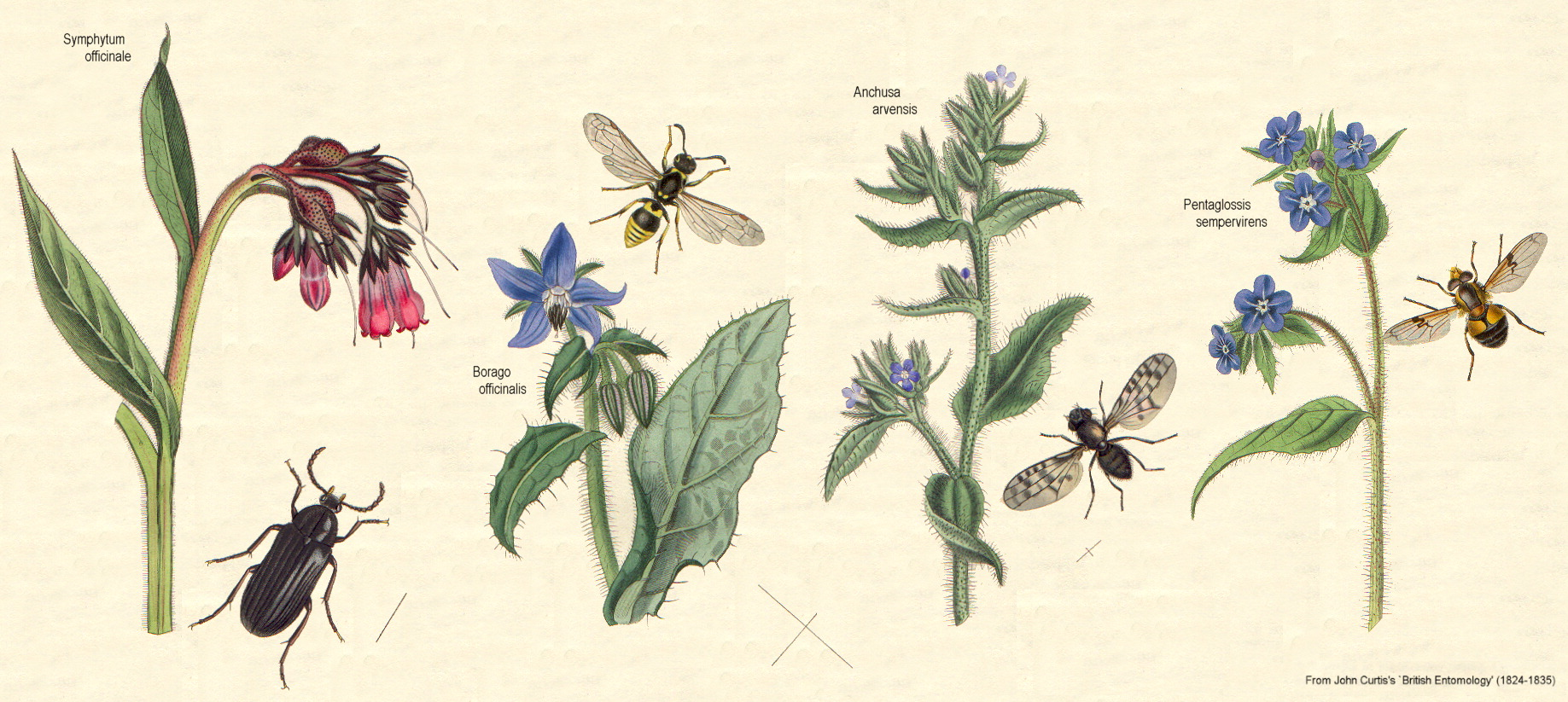

Багаторічні, дворічні або однорічні трав'яні рослини, звичайно жорстко-шорсткі від щетинистих волосків. Але є серед Шорстколистих і напівчагарники.
Стебло у поперечному перерізі здебільшого округле.
Листки чергові, дуже рідко супротивні, цілісні та зазвичай цілокраї, лише у деяких видів нерівномірно-зубчасті.
Квітки зазвичай правильні або невиражено зигоморфні (зрідка — зигоморфні), зібрані однобокими китицями або колосками, завитими до розпускання у вигляді равлика та розташованими поодиноко або попарно на верхівці стебла або ж зібраними у волоть суцвіттями. Чашечка п'ятироздільна або п'ятизубчаста. Віночок з п'ятилопатевим відгином, правильний, рідше майже двогубий (наприклад, у Echium), трубчастий, лійчастий, дзвоникуватий або колесоподібний. Тичинок п'ять, прикріплених до трубки віночка та чергуються з лопатями його відгину. Зав'язь верхня, здебільшого чотиригнізна, рідше двогнізна, звичайно чотирилопатева. Маточка виходить у проміжок між лопатями зав'язі (з верхівкової її западини), ниткоподібна з цілісною або двороздільною приймочкою, рідше маточка сидить на верхівці цільної зав'язі. Формула квітки: {\displaystyle \ast Ca_{(5)}\;Co_{(5)}\;A_{5}\;G_{\underline {(2)}}}. (рідше {\displaystyle \uparrow }).
Плід сухий, розпадається на 4 горішки, прикріплені до плоского квітколожа або його виросту, рідше горішків буває менше (2 — 1) або ж плід кістянка.

## Класифікація
У відповідності до таксономічної системи класифікації APG II (2003), ця родина належить до групи евастеридів I, що включає порядки тирличецвіті (Gentianales), губоцвіті (губоцвіті) і пасльоноцвіті (пасльоноцвіті), однак остаточно не встановлено, чи належить вона до одного з цих порядків або ж має бути винесена в окремий порядок шорстколистоцвіті (Boraginales).
Більш рання система класифікації Кронквіста включала шорстколистих до порядку губоцвітих, але останнім часом стає очевидним, що представники цієї родини відрізняються від інших губоцвітих нарівні з іншими порядками. Шорстколисті парафілетичні по відношенню до родини водолисткові (Hydrophyllaceae), яка включена до APG II. У деяких останніх класифікаціях шорстколисті розбиті на кілька родин: Boraginaceae s.str., Cordiaceae, Ehretiaceae, Heliotropiaceae, Hydrophyllaceae та Lennoaceae.

## Рідкісні види шорстколистих
До рідкісних рослин цієї родини в Європі належать: анхуза кучерява, буглосоїдес калабрійська, буглосоїдес залозиста, літодора масляниста, літодора блискуча, Мольтке Дерфлера, незабудка русцінонська, незабудка Солейроля, незабудка корсиканська, омфалодес прибережна, оносма торненська. Незабудка русцінонська внесена до Червоної книги МСОП. У Червону книгу Нової Зеландії включено мезотідіум гортензіевий. Під загрозою зникнення на Канарському острові Гран-Канарія знаходиться синяк сосновий. Кілька видів цієї родини включено і до Червоної книги України.

## Хімічний склад
Однією з хемотаксономічних ознак, властивих більшості видів рослин родини шорстколисті, є наявність в кореневищах літоспермової кислоти.

## Роди
Підродина Boraginoideae — Шорстколисті
- Actinocarya Benth.
- Adelocaryum Brand(інші мови)
- Afrotysonia Rauschert(інші мови)
- Alkanna Tausch — Алькана, або Алкана
- Amblynotus (A.DC.) I.M.Johnst.
- Amphibologyne Brand
- Amsinckia Lehm. — Амзінкія
- Anchusa L. — Воловик
- Anchusella Bigazzi et al.
- Ancistrocarya Maxim.
- Anoplocaryum Ledeb.
- Antiotrema Hand.-Mazz.
- Antiphytum DC. ex Meisn.
- Arnebia Forssk. — Арнебія
- Asperugo L. — Гостриця
- Auxemma Miers
- Borago L. типовий — Огірочник, або Огіркова трава
- Bothriospermum Bunge
- Brachybotrys Maxim. ex Oliv.
- Brunnera Steven — Бруннера
- Buglossoides Moench — Гоорбине насіння
- Caccinia Savi
- Carmona Cav.
- Cerinthe L. — Вощанка
- Chionocharis I.M.Johnst.
- Choriantha Riedl
- Craniospermum Lehm.
- Cryptantha Lehm. ex G.Don
- Cynoglossopsis Brand
- Cynoglossum L. — Чорнокорінь
- Cynoglottis (Gusul.) Vural & KitTan
- Cystostemon Balf.f.
- Dasynotus I.M.Johnst.
- Decalepidanthus Riedl(інші мови)
- Echiochilon Desf.
- Echiostachys Levyns
- Echium L. — Синяк
- Elizaldia Willk.
- Embadium J.M.Black(інші мови)
- Eritrichium Schrad. ex Gaudin
- Gastrocotyle Bunge
- Gyrocaryum Valdés
- Hackelia Opiz — Липучник
- Halacsya Dörfl.
- Heliocarya Bunge
- Heterocaryum A.DC.
- Huynhia Greuter
- Ivanjohnstonia Kazmi
- Lacaitaea Brand
- Lappula Moench — Липучка
- Lasiarrhenum I.M.Johnst.
- Lasiocaryum I.M.Johnst.
- Lepechiniella Popov
- Lindelofia Lehm.
- Lithodora Griseb. — Літодора
- Lithospermum L. — Горобейник
- Lobostemon Lehm.
- Macromeria D.Don
- Maharanga A.DC.
- Mairetis I.M.Johnst.
- Mattiastrum (Boiss.) Brand
- Mertensia Roth — Мертензія
- Metaeritrichium W.T.Wang
- Microcaryum I.M.Johnst.
- Microula Benth.
- Mimophytum Greenm.
- Moltkia Lehm. — Мольткія, або Громівець
- Moltkiopsis I.M.Johnst.
- Moritzia DC. ex Meisn.
- Myosotidium Hook. — Міозотідіум
- Myosotis L. — Незабудка
- Neatostema I.M.Johnst. — Горобейничок
- Nesocaryum I.M.Johnst.
- Nogalia Verdc.
- Nomosa I.M.Johnst.
- Nonea Medik. — Куряча сліпота
- Ogastemma Brummitt
- Omphalodes Mill. — Пупівник, або Омфалодес
- Omphalolappula Brand
- Omphalotrigonotis W.T.Wang
- Onosma L. — Громовик
- Onosmodium Michx.
- Oxyosmyles Speg.
- Paracaryopsis (Riedl) R.R.Mill
- Paracaryum (A.DC.) Boiss.
- Pardoglossum E.Barbier & Mathez
- Pectocarya DC. ex Meisn.
- Pentaglottis Tausch
- Perittostema I.M.Johnst.
- Plagiobothrys Fisch. & C.A.Mey.
- Pontechium Böhle & Hilger
- Pseudomertensia Riedl
- Psilolaemus I.M.Johnst.
- Pulmonaria L. — Медунка
- Rindera Pall. — Чередник (рослина), або Чередник
- Rochelia Rchb. — Щетинниця, або Рохелія
- Scapicephalus Ovcz. & Czukav.
- Selkirkia Hemsl.
- Sericostoma Stocks
- Setulocarya R.R.Mill & D.G.Long
- Sinojohnstonia Hu
- Solenanthus Ledeb. — Трубкоцвіт
- Stenosolenium Turcz.
- Stephanocaryum Popov
- Suchtelenia Kar. ex Meisn.
- Symphytum L. — Живокіст
- Thaumatocaryon Baill.
- Thyrocarpus Hance
- Tianschaniella B.Fedtsch. ex Popov
- Trachelanthus Kunze
- Trachystemon D.Don
- Trichodesma R.Br.
- Trigonocaryum Trautv.
- Trigonotis Steven
- Ulugbekia Zakirov
- Valentiniella Speg.
- Wellstedia Balf.f.

Підродина Cordioideae
- Coldenia L.
- Cordia L.
- Saccellium Humb. & Bonpl.
- Varronia P.Browne

Підродина Ehretioideae
- Bourreria P.Browne
- Cortesia Cav.
- Ehretia P.Browne
- Halgania Gaudich.
- Ixorhea Fenzl
- Lepidocordia Ducke(інші мови)
- Menais Loefl.
- Patagonula L.
- Rochefortia Sw.
- Rotula Lour.(інші мови)
- Tiquilia Pers.

Підродина Heliotropioideae — Геліотропові
- Heliotropium L. — Геліотроп
- Tournefortia L.

Підродина Hydrophylloideae — Водолистоподібні
- Codon L.
- Draperia Torr.
- Ellisia L.
- Emmenanthe Benth.
- Eriodictyon Benth.
- Eucrypta Nutt.
- Hesperochiron S.Watson
- Hydrophyllum L. — Водолист
- Nama L.
- Nemophila Nutt.
- Phacelia Juss. — Фацелія
- Pholistoma Lilja(інші мови)
- Romanzoffia Cham.
- Tricardia Torr.
- Turricula J.F.Macbr.
- Wigandia Kunth

Підродина Lennooideae — Ленноові
- Lennoa Lex.(інші мови)
- Pholisma Nutt. ex Hook.

## Філогенез
Нижче наведена Кладограма групи астерид, що показує передбачувані родинні зв'язки родини Шорстколисті відповідно до системи класифікації APG III (2009):

|  | Шорстколисті (Boraginaceae)                                                        |
|  |                                                                                    |
|  | Тирличецвіті (Gentianales)                                                         |
|  |                                                                                    |
|  | \| \| Пасльоноцвіті (Solanales) \| \| \| \| \| \| Губоцвіті (Lamiales) \| \| \| \| |
|  |                                                                                    |
|  | Пасльоноцвіті (Solanales)                                                          |
|  |                                                                                    |
|  | Губоцвіті (Lamiales)                                                               |
|  |                                                                                    |

|  | Пасльоноцвіті (Solanales) |
|  |                           |
|  | Губоцвіті (Lamiales)      |
|  |                           |

|  | Шорстколисті (Boraginaceae)                                                        |
|  |                                                                                    |
|  | Тирличецвіті (Gentianales)                                                         |
|  |                                                                                    |
|  | \| \| Пасльоноцвіті (Solanales) \| \| \| \| \| \| Губоцвіті (Lamiales) \| \| \| \| |
|  |                                                                                    |
|  | Пасльоноцвіті (Solanales)                                                          |
|  |                                                                                    |
|  | Губоцвіті (Lamiales)                                                               |
|  |                                                                                    |

|  | Пасльоноцвіті (Solanales) |
|  |                           |
|  | Губоцвіті (Lamiales)      |
|  |                           |

|  | Зонтичні (Apiales)                                                                                       |
|  | |
|  | \| \| Паракрифоцвіті(інші мови) (Paracryphiales) \| \| \| \| \| \| Черсакоцвіті (Dipsacales) \| \| \| \| |
|  | |
|  | Паракрифоцвіті (Paracryphiales)                                                                          |
|  | |
|  | Черсакоцвіті (Dipsacales)                                                                                |
|  | |

|  | Паракрифоцвіті (Paracryphiales) |
|  |                                 |
|  | Черсакоцвіті (Dipsacales)       |
|  |                                 |

|  | Зонтичні (Apiales)                                                                                       |
|  | |
|  | \| \| Паракрифоцвіті(інші мови) (Paracryphiales) \| \| \| \| \| \| Черсакоцвіті (Dipsacales) \| \| \| \| |
|  | |
|  | Паракрифоцвіті (Paracryphiales)                                                                          |
|  | |
|  | Черсакоцвіті (Dipsacales)                                                                                |
|  | |

|  | Паракрифоцвіті (Paracryphiales) |
|  |                                 |
|  | Черсакоцвіті (Dipsacales)       |
|  |                                 |

|  | Зонтичні (Apiales)                                                                                       |
|  | |
|  | \| \| Паракрифоцвіті(інші мови) (Paracryphiales) \| \| \| \| \| \| Черсакоцвіті (Dipsacales) \| \| \| \| |
|  | |
|  | Паракрифоцвіті (Paracryphiales)                                                                          |
|  | |
|  | Черсакоцвіті (Dipsacales)                                                                                |
|  | |

|  | Паракрифоцвіті (Paracryphiales) |
|  |                                 |
|  | Черсакоцвіті (Dipsacales)       |
|  |                                 |

|  | Зонтичні (Apiales)                                                                                       |
|  | |
|  | \| \| Паракрифоцвіті(інші мови) (Paracryphiales) \| \| \| \| \| \| Черсакоцвіті (Dipsacales) \| \| \| \| |
|  | |
|  | Паракрифоцвіті (Paracryphiales)                                                                          |
|  | |
|  | Черсакоцвіті (Dipsacales)                                                                                |
|  | |

|  | Паракрифоцвіті (Paracryphiales) |
|  |                                 |
|  | Черсакоцвіті (Dipsacales)       |
|  |                                 |

|  | Зонтичні (Apiales)                                                                                       |
|  | |
|  | \| \| Паракрифоцвіті(інші мови) (Paracryphiales) \| \| \| \| \| \| Черсакоцвіті (Dipsacales) \| \| \| \| |
|  | |
|  | Паракрифоцвіті (Paracryphiales)                                                                          |
|  | |
|  | Черсакоцвіті (Dipsacales)                                                                                |
|  | |

|  | Паракрифоцвіті (Paracryphiales) |
|  |                                 |
|  | Черсакоцвіті (Dipsacales)       |
|  |                                 |

|  | Зонтичні (Apiales)                                                                                       |
|  | |
|  | \| \| Паракрифоцвіті(інші мови) (Paracryphiales) \| \| \| \| \| \| Черсакоцвіті (Dipsacales) \| \| \| \| |
|  | |
|  | Паракрифоцвіті (Paracryphiales)                                                                          |
|  | |
|  | Черсакоцвіті (Dipsacales)                                                                                |
|  | |

|  | Паракрифоцвіті (Paracryphiales) |
|  |                                 |
|  | Черсакоцвіті (Dipsacales)       |
|  |                                 |

|  | Зонтичні (Apiales)                                                                                       |
|  | |
|  | \| \| Паракрифоцвіті(інші мови) (Paracryphiales) \| \| \| \| \| \| Черсакоцвіті (Dipsacales) \| \| \| \| |
|  | |
|  | Паракрифоцвіті (Paracryphiales)                                                                          |
|  | |
|  | Черсакоцвіті (Dipsacales)                                                                                |
|  | |

|  | Паракрифоцвіті (Paracryphiales) |
|  |                                 |
|  | Черсакоцвіті (Dipsacales)       |
|  |                                 |

|  | Зонтичні (Apiales)                                                                                       |
|  | |
|  | \| \| Паракрифоцвіті(інші мови) (Paracryphiales) \| \| \| \| \| \| Черсакоцвіті (Dipsacales) \| \| \| \| |
|  | |
|  | Паракрифоцвіті (Paracryphiales)                                                                          |
|  | |
|  | Черсакоцвіті (Dipsacales)                                                                                |
|  | |

|  | Паракрифоцвіті (Paracryphiales) |
|  |                                 |
|  | Черсакоцвіті (Dipsacales)       |
|  |                                 |

|  | Шорстколисті (Boraginaceae)                                                        |
|  |                                                                                    |
|  | Тирличецвіті (Gentianales)                                                         |
|  |                                                                                    |
|  | \| \| Пасльоноцвіті (Solanales) \| \| \| \| \| \| Губоцвіті (Lamiales) \| \| \| \| |
|  |                                                                                    |
|  | Пасльоноцвіті (Solanales)                                                          |
|  |                                                                                    |
|  | Губоцвіті (Lamiales)                                                               |
|  |                                                                                    |

|  | Пасльоноцвіті (Solanales) |
|  |                           |
|  | Губоцвіті (Lamiales)      |
|  |                           |

|  | Шорстколисті (Boraginaceae)                                                        |
|  |                                                                                    |
|  | Тирличецвіті (Gentianales)                                                         |
|  |                                                                                    |
|  | \| \| Пасльоноцвіті (Solanales) \| \| \| \| \| \| Губоцвіті (Lamiales) \| \| \| \| |
|  |                                                                                    |
|  | Пасльоноцвіті (Solanales)                                                          |
|  |                                                                                    |
|  | Губоцвіті (Lamiales)                                                               |
|  |                                                                                    |

|  | Пасльоноцвіті (Solanales) |
|  |                           |
|  | Губоцвіті (Lamiales)      |
|  |                           |

|  | Зонтичні (Apiales)                                                                                       |
|  | |
|  | \| \| Паракрифоцвіті(інші мови) (Paracryphiales) \| \| \| \| \| \| Черсакоцвіті (Dipsacales) \| \| \| \| |
|  | |
|  | Паракрифоцвіті (Paracryphiales)                                                                          |
|  | |
|  | Черсакоцвіті (Dipsacales)                                                                                |
|  | |

|  | Паракрифоцвіті (Paracryphiales) |
|  |                                 |
|  | Черсакоцвіті (Dipsacales)       |
|  |                                 |

|  | Зонтичні (Apiales)                                                                                       |
|  | |
|  | \| \| Паракрифоцвіті(інші мови) (Paracryphiales) \| \| \| \| \| \| Черсакоцвіті (Dipsacales) \| \| \| \| |
|  | |
|  | Паракрифоцвіті (Paracryphiales)                                                                          |
|  | |
|  | Черсакоцвіті (Dipsacales)                                                                                |
|  | |

|  | Паракрифоцвіті (Paracryphiales) |
|  |                                 |
|  | Черсакоцвіті (Dipsacales)       |
|  |                                 |

|  | Зонтичні (Apiales)                                                                                       |
|  | |
|  | \| \| Паракрифоцвіті(інші мови) (Paracryphiales) \| \| \| \| \| \| Черсакоцвіті (Dipsacales) \| \| \| \| |
|  | |
|  | Паракрифоцвіті (Paracryphiales)                                                                          |
|  | |
|  | Черсакоцвіті (Dipsacales)                                                                                |
|  | |

|  | Паракрифоцвіті (Paracryphiales) |
|  |                                 |
|  | Черсакоцвіті (Dipsacales)       |
|  |                                 |

|  | Зонтичні (Apiales)                                                                                       |
|  | |
|  | \| \| Паракрифоцвіті(інші мови) (Paracryphiales) \| \| \| \| \| \| Черсакоцвіті (Dipsacales) \| \| \| \| |
|  | |
|  | Паракрифоцвіті (Paracryphiales)                                                                          |
|  | |
|  | Черсакоцвіті (Dipsacales)                                                                                |
|  | |

|  | Паракрифоцвіті (Paracryphiales) |
|  |                                 |
|  | Черсакоцвіті (Dipsacales)       |
|  |                                 |

|  | Зонтичні (Apiales)                                                                                       |
|  | |
|  | \| \| Паракрифоцвіті(інші мови) (Paracryphiales) \| \| \| \| \| \| Черсакоцвіті (Dipsacales) \| \| \| \| |
|  | |
|  | Паракрифоцвіті (Paracryphiales)                                                                          |
|  | |
|  | Черсакоцвіті (Dipsacales)                                                                                |
|  | |

|  | Паракрифоцвіті (Paracryphiales) |
|  |                                 |
|  | Черсакоцвіті (Dipsacales)       |
|  |                                 |

|  | Зонтичні (Apiales)                                                                                       |
|  | |
|  | \| \| Паракрифоцвіті(інші мови) (Paracryphiales) \| \| \| \| \| \| Черсакоцвіті (Dipsacales) \| \| \| \| |
|  | |
|  | Паракрифоцвіті (Paracryphiales)                                                                          |
|  | |
|  | Черсакоцвіті (Dipsacales)                                                                                |
|  | |

|  | Паракрифоцвіті (Paracryphiales) |
|  |                                 |
|  | Черсакоцвіті (Dipsacales)       |
|  |                                 |

|  | Зонтичні (Apiales)                                                                                       |
|  | |
|  | \| \| Паракрифоцвіті(інші мови) (Paracryphiales) \| \| \| \| \| \| Черсакоцвіті (Dipsacales) \| \| \| \| |
|  | |
|  | Паракрифоцвіті (Paracryphiales)                                                                          |
|  | |
|  | Черсакоцвіті (Dipsacales)                                                                                |
|  | |

|  | Паракрифоцвіті (Paracryphiales) |
|  |                                 |
|  | Черсакоцвіті (Dipsacales)       |
|  |                                 |

|  | Зонтичні (Apiales)                                                                                       |
|  | |
|  | \| \| Паракрифоцвіті(інші мови) (Paracryphiales) \| \| \| \| \| \| Черсакоцвіті (Dipsacales) \| \| \| \| |
|  | |
|  | Паракрифоцвіті (Paracryphiales)                                                                          |
|  | |
|  | Черсакоцвіті (Dipsacales)                                                                                |
|  | |

|  | Паракрифоцвіті (Paracryphiales) |
|  |                                 |
|  | Черсакоцвіті (Dipsacales)       |
|  |                                 |

|  | Шорстколисті (Boraginaceae)                                                        |
|  |                                                                                    |
|  | Тирличецвіті (Gentianales)                                                         |
|  |                                                                                    |
|  | \| \| Пасльоноцвіті (Solanales) \| \| \| \| \| \| Губоцвіті (Lamiales) \| \| \| \| |
|  |                                                                                    |
|  | Пасльоноцвіті (Solanales)                                                          |
|  |                                                                                    |
|  | Губоцвіті (Lamiales)                                                               |
|  |                                                                                    |

|  | Пасльоноцвіті (Solanales) |
|  |                           |
|  | Губоцвіті (Lamiales)      |
|  |                           |

|  | Шорстколисті (Boraginaceae)                                                        |
|  |                                                                                    |
|  | Тирличецвіті (Gentianales)                                                         |
|  |                                                                                    |
|  | \| \| Пасльоноцвіті (Solanales) \| \| \| \| \| \| Губоцвіті (Lamiales) \| \| \| \| |
|  |                                                                                    |
|  | Пасльоноцвіті (Solanales)                                                          |
|  |                                                                                    |
|  | Губоцвіті (Lamiales)                                                               |
|  |                                                                                    |

|  | Пасльоноцвіті (Solanales) |
|  |                           |
|  | Губоцвіті (Lamiales)      |
|  |                           |

|  | Зонтичні (Apiales)                                                                                       |
|  | |
|  | \| \| Паракрифоцвіті(інші мови) (Paracryphiales) \| \| \| \| \| \| Черсакоцвіті (Dipsacales) \| \| \| \| |
|  | |
|  | Паракрифоцвіті (Paracryphiales)                                                                          |
|  | |
|  | Черсакоцвіті (Dipsacales)                                                                                |
|  | |

|  | Паракрифоцвіті (Paracryphiales) |
|  |                                 |
|  | Черсакоцвіті (Dipsacales)       |
|  |                                 |

|  | Зонтичні (Apiales)                                                                                       |
|  | |
|  | \| \| Паракрифоцвіті(інші мови) (Paracryphiales) \| \| \| \| \| \| Черсакоцвіті (Dipsacales) \| \| \| \| |
|  | |
|  | Паракрифоцвіті (Paracryphiales)                                                                          |
|  | |
|  | Черсакоцвіті (Dipsacales)                                                                                |
|  | |

|  | Паракрифоцвіті (Paracryphiales) |
|  |                                 |
|  | Черсакоцвіті (Dipsacales)       |
|  |                                 |

|  | Зонтичні (Apiales)                                                                                       |
|  | |
|  | \| \| Паракрифоцвіті(інші мови) (Paracryphiales) \| \| \| \| \| \| Черсакоцвіті (Dipsacales) \| \| \| \| |
|  | |
|  | Паракрифоцвіті (Paracryphiales)                                                                          |
|  | |
|  | Черсакоцвіті (Dipsacales)                                                                                |
|  | |

|  | Паракрифоцвіті (Paracryphiales) |
|  |                                 |
|  | Черсакоцвіті (Dipsacales)       |
|  |                                 |

|  | Зонтичні (Apiales)                                                                                       |
|  | |
|  | \| \| Паракрифоцвіті(інші мови) (Paracryphiales) \| \| \| \| \| \| Черсакоцвіті (Dipsacales) \| \| \| \| |
|  | |
|  | Паракрифоцвіті (Paracryphiales)                                                                          |
|  | |
|  | Черсакоцвіті (Dipsacales)                                                                                |
|  | |

|  | Паракрифоцвіті (Paracryphiales) |
|  |                                 |
|  | Черсакоцвіті (Dipsacales)       |
|  |                                 |

|  | Зонтичні (Apiales)                                                                                       |
|  | |
|  | \| \| Паракрифоцвіті(інші мови) (Paracryphiales) \| \| \| \| \| \| Черсакоцвіті (Dipsacales) \| \| \| \| |
|  | |
|  | Паракрифоцвіті (Paracryphiales)                                                                          |
|  | |
|  | Черсакоцвіті (Dipsacales)                                                                                |
|  | |

|  | Паракрифоцвіті (Paracryphiales) |
|  |                                 |
|  | Черсакоцвіті (Dipsacales)       |
|  |                                 |

|  | Зонтичні (Apiales)                                                                                       |
|  | |
|  | \| \| Паракрифоцвіті(інші мови) (Paracryphiales) \| \| \| \| \| \| Черсакоцвіті (Dipsacales) \| \| \| \| |
|  | |
|  | Паракрифоцвіті (Paracryphiales)                                                                          |
|  | |
|  | Черсакоцвіті (Dipsacales)                                                                                |
|  | |

|  | Паракрифоцвіті (Paracryphiales) |
|  |                                 |
|  | Черсакоцвіті (Dipsacales)       |
|  |                                 |

|  | Зонтичні (Apiales)                                                                                       |
|  | |
|  | \| \| Паракрифоцвіті(інші мови) (Paracryphiales) \| \| \| \| \| \| Черсакоцвіті (Dipsacales) \| \| \| \| |
|  | |
|  | Паракрифоцвіті (Paracryphiales)                                                                          |
|  | |
|  | Черсакоцвіті (Dipsacales)                                                                                |
|  | |

|  | Паракрифоцвіті (Paracryphiales) |
|  |                                 |
|  | Черсакоцвіті (Dipsacales)       |
|  |                                 |

|  | Зонтичні (Apiales)                                                                                       |
|  | |
|  | \| \| Паракрифоцвіті(інші мови) (Paracryphiales) \| \| \| \| \| \| Черсакоцвіті (Dipsacales) \| \| \| \| |
|  | |
|  | Паракрифоцвіті (Paracryphiales)                                                                          |
|  | |
|  | Черсакоцвіті (Dipsacales)                                                                                |
|  | |

|  | Паракрифоцвіті (Paracryphiales) |
|  |                                 |
|  | Черсакоцвіті (Dipsacales)       |
|  |                                 |

|  | Шорстколисті (Boraginaceae)                                                        |
|  |                                                                                    |
|  | Тирличецвіті (Gentianales)                                                         |
|  |                                                                                    |
|  | \| \| Пасльоноцвіті (Solanales) \| \| \| \| \| \| Губоцвіті (Lamiales) \| \| \| \| |
|  |                                                                                    |
|  | Пасльоноцвіті (Solanales)                                                          |
|  |                                                                                    |
|  | Губоцвіті (Lamiales)                                                               |
|  |                                                                                    |

|  | Пасльоноцвіті (Solanales) |
|  |                           |
|  | Губоцвіті (Lamiales)      |
|  |                           |

|  | Шорстколисті (Boraginaceae)                                                        |
|  |                                                                                    |
|  | Тирличецвіті (Gentianales)                                                         |
|  |                                                                                    |
|  | \| \| Пасльоноцвіті (Solanales) \| \| \| \| \| \| Губоцвіті (Lamiales) \| \| \| \| |
|  |                                                                                    |
|  | Пасльоноцвіті (Solanales)                                                          |
|  |                                                                                    |
|  | Губоцвіті (Lamiales)                                                               |
|  |                                                                                    |

|  | Пасльоноцвіті (Solanales) |
|  |                           |
|  | Губоцвіті (Lamiales)      |
|  |                           |

|  | Зонтичні (Apiales)                                                                                       |
|  | |
|  | \| \| Паракрифоцвіті(інші мови) (Paracryphiales) \| \| \| \| \| \| Черсакоцвіті (Dipsacales) \| \| \| \| |
|  | |
|  | Паракрифоцвіті (Paracryphiales)                                                                          |
|  | |
|  | Черсакоцвіті (Dipsacales)                                                                                |
|  | |

|  | Паракрифоцвіті (Paracryphiales) |
|  |                                 |
|  | Черсакоцвіті (Dipsacales)       |
|  |                                 |

|  | Зонтичні (Apiales)                                                                                       |
|  | |
|  | \| \| Паракрифоцвіті(інші мови) (Paracryphiales) \| \| \| \| \| \| Черсакоцвіті (Dipsacales) \| \| \| \| |
|  | |
|  | Паракрифоцвіті (Paracryphiales)                                                                          |
|  | |
|  | Черсакоцвіті (Dipsacales)                                                                                |
|  | |

|  | Паракрифоцвіті (Paracryphiales) |
|  |                                 |
|  | Черсакоцвіті (Dipsacales)       |
|  |                                 |

|  | Зонтичні (Apiales)                                                                                       |
|  | |
|  | \| \| Паракрифоцвіті(інші мови) (Paracryphiales) \| \| \| \| \| \| Черсакоцвіті (Dipsacales) \| \| \| \| |
|  | |
|  | Паракрифоцвіті (Paracryphiales)                                                                          |
|  | |
|  | Черсакоцвіті (Dipsacales)                                                                                |
|  | |

|  | Паракрифоцвіті (Paracryphiales) |
|  |                                 |
|  | Черсакоцвіті (Dipsacales)       |
|  |                                 |

|  | Зонтичні (Apiales)                                                                                       |
|  | |
|  | \| \| Паракрифоцвіті(інші мови) (Paracryphiales) \| \| \| \| \| \| Черсакоцвіті (Dipsacales) \| \| \| \| |
|  | |
|  | Паракрифоцвіті (Paracryphiales)                                                                          |
|  | |
|  | Черсакоцвіті (Dipsacales)                                                                                |
|  | |

|  | Паракрифоцвіті (Paracryphiales) |
|  |                                 |
|  | Черсакоцвіті (Dipsacales)       |
|  |                                 |

|  | Зонтичні (Apiales)                                                                                       |
|  | |
|  | \| \| Паракрифоцвіті(інші мови) (Paracryphiales) \| \| \| \| \| \| Черсакоцвіті (Dipsacales) \| \| \| \| |
|  | |
|  | Паракрифоцвіті (Paracryphiales)                                                                          |
|  | |
|  | Черсакоцвіті (Dipsacales)                                                                                |
|  | |

|  | Паракрифоцвіті (Paracryphiales) |
|  |                                 |
|  | Черсакоцвіті (Dipsacales)       |
|  |                                 |

|  | Зонтичні (Apiales)                                                                                       |
|  | |
|  | \| \| Паракрифоцвіті(інші мови) (Paracryphiales) \| \| \| \| \| \| Черсакоцвіті (Dipsacales) \| \| \| \| |
|  | |
|  | Паракрифоцвіті (Paracryphiales)                                                                          |
|  | |
|  | Черсакоцвіті (Dipsacales)                                                                                |
|  | |

|  | Паракрифоцвіті (Paracryphiales) |
|  |                                 |
|  | Черсакоцвіті (Dipsacales)       |
|  |                                 |

|  | Зонтичні (Apiales)                                                                                       |
|  | |
|  | \| \| Паракрифоцвіті(інші мови) (Paracryphiales) \| \| \| \| \| \| Черсакоцвіті (Dipsacales) \| \| \| \| |
|  | |
|  | Паракрифоцвіті (Paracryphiales)                                                                          |
|  | |
|  | Черсакоцвіті (Dipsacales)                                                                                |
|  | |

|  | Паракрифоцвіті (Paracryphiales) |
|  |                                 |
|  | Черсакоцвіті (Dipsacales)       |
|  |                                 |

|  | Зонтичні (Apiales)                                                                                       |
|  | |
|  | \| \| Паракрифоцвіті(інші мови) (Paracryphiales) \| \| \| \| \| \| Черсакоцвіті (Dipsacales) \| \| \| \| |
|  | |
|  | Паракрифоцвіті (Paracryphiales)                                                                          |
|  | |
|  | Черсакоцвіті (Dipsacales)                                                                                |
|  | |

|  | Паракрифоцвіті (Paracryphiales) |
|  |                                 |
|  | Черсакоцвіті (Dipsacales)       |
|  |                                 |

|  | Шорстколисті (Boraginaceae)                                                        |
|  |                                                                                    |
|  | Тирличецвіті (Gentianales)                                                         |
|  |                                                                                    |
|  | \| \| Пасльоноцвіті (Solanales) \| \| \| \| \| \| Губоцвіті (Lamiales) \| \| \| \| |
|  |                                                                                    |
|  | Пасльоноцвіті (Solanales)                                                          |
|  |                                                                                    |
|  | Губоцвіті (Lamiales)                                                               |
|  |                                                                                    |

|  | Пасльоноцвіті (Solanales) |
|  |                           |
|  | Губоцвіті (Lamiales)      |
|  |                           |

|  | Шорстколисті (Boraginaceae)                                                        |
|  |                                                                                    |
|  | Тирличецвіті (Gentianales)                                                         |
|  |                                                                                    |
|  | \| \| Пасльоноцвіті (Solanales) \| \| \| \| \| \| Губоцвіті (Lamiales) \| \| \| \| |
|  |                                                                                    |
|  | Пасльоноцвіті (Solanales)                                                          |
|  |                                                                                    |
|  | Губоцвіті (Lamiales)                                                               |
|  |                                                                                    |

|  | Пасльоноцвіті (Solanales) |
|  |                           |
|  | Губоцвіті (Lamiales)      |
|  |                           |

|  | Зонтичні (Apiales)                                                                                       |
|  | |
|  | \| \| Паракрифоцвіті(інші мови) (Paracryphiales) \| \| \| \| \| \| Черсакоцвіті (Dipsacales) \| \| \| \| |
|  | |
|  | Паракрифоцвіті (Paracryphiales)                                                                          |
|  | |
|  | Черсакоцвіті (Dipsacales)                                                                                |
|  | |

|  | Паракрифоцвіті (Paracryphiales) |
|  |                                 |
|  | Черсакоцвіті (Dipsacales)       |
|  |                                 |

|  | Зонтичні (Apiales)                                                                                       |
|  | |
|  | \| \| Паракрифоцвіті(інші мови) (Paracryphiales) \| \| \| \| \| \| Черсакоцвіті (Dipsacales) \| \| \| \| |
|  | |
|  | Паракрифоцвіті (Paracryphiales)                                                                          |
|  | |
|  | Черсакоцвіті (Dipsacales)                                                                                |
|  | |

|  | Паракрифоцвіті (Paracryphiales) |
|  |                                 |
|  | Черсакоцвіті (Dipsacales)       |
|  |                                 |

|  | Зонтичні (Apiales)                                                                                       |
|  | |
|  | \| \| Паракрифоцвіті(інші мови) (Paracryphiales) \| \| \| \| \| \| Черсакоцвіті (Dipsacales) \| \| \| \| |
|  | |
|  | Паракрифоцвіті (Paracryphiales)                                                                          |
|  | |
|  | Черсакоцвіті (Dipsacales)                                                                                |
|  | |

|  | Паракрифоцвіті (Paracryphiales) |
|  |                                 |
|  | Черсакоцвіті (Dipsacales)       |
|  |                                 |

|  | Зонтичні (Apiales)                                                                                       |
|  | |
|  | \| \| Паракрифоцвіті(інші мови) (Paracryphiales) \| \| \| \| \| \| Черсакоцвіті (Dipsacales) \| \| \| \| |
|  | |
|  | Паракрифоцвіті (Paracryphiales)                                                                          |
|  | |
|  | Черсакоцвіті (Dipsacales)                                                                                |
|  | |

|  | Паракрифоцвіті (Paracryphiales) |
|  |                                 |
|  | Черсакоцвіті (Dipsacales)       |
|  |                                 |

|  | Зонтичні (Apiales)                                                                                       |
|  | |
|  | \| \| Паракрифоцвіті(інші мови) (Paracryphiales) \| \| \| \| \| \| Черсакоцвіті (Dipsacales) \| \| \| \| |
|  | |
|  | Паракрифоцвіті (Paracryphiales)                                                                          |
|  | |
|  | Черсакоцвіті (Dipsacales)                                                                                |
|  | |

|  | Паракрифоцвіті (Paracryphiales) |
|  |                                 |
|  | Черсакоцвіті (Dipsacales)       |
|  |                                 |

|  | Зонтичні (Apiales)                                                                                       |
|  | |
|  | \| \| Паракрифоцвіті(інші мови) (Paracryphiales) \| \| \| \| \| \| Черсакоцвіті (Dipsacales) \| \| \| \| |
|  | |
|  | Паракрифоцвіті (Paracryphiales)                                                                          |
|  | |
|  | Черсакоцвіті (Dipsacales)                                                                                |
|  | |

|  | Паракрифоцвіті (Paracryphiales) |
|  |                                 |
|  | Черсакоцвіті (Dipsacales)       |
|  |                                 |

|  | Зонтичні (Apiales)                                                                                       |
|  | |
|  | \| \| Паракрифоцвіті(інші мови) (Paracryphiales) \| \| \| \| \| \| Черсакоцвіті (Dipsacales) \| \| \| \| |
|  | |
|  | Паракрифоцвіті (Paracryphiales)                                                                          |
|  | |
|  | Черсакоцвіті (Dipsacales)                                                                                |
|  | |

|  | Паракрифоцвіті (Paracryphiales) |
|  |                                 |
|  | Черсакоцвіті (Dipsacales)       |
|  |                                 |

|  | Зонтичні (Apiales)                                                                                       |
|  | |
|  | \| \| Паракрифоцвіті(інші мови) (Paracryphiales) \| \| \| \| \| \| Черсакоцвіті (Dipsacales) \| \| \| \| |
|  | |
|  | Паракрифоцвіті (Paracryphiales)                                                                          |
|  | |
|  | Черсакоцвіті (Dipsacales)                                                                                |
|  | |

|  | Паракрифоцвіті (Paracryphiales) |
|  |                                 |
|  | Черсакоцвіті (Dipsacales)       |
|  |                                 |

|  | Шорстколисті (Boraginaceae)                                                        |
|  |                                                                                    |
|  | Тирличецвіті (Gentianales)                                                         |
|  |                                                                                    |
|  | \| \| Пасльоноцвіті (Solanales) \| \| \| \| \| \| Губоцвіті (Lamiales) \| \| \| \| |
|  |                                                                                    |
|  | Пасльоноцвіті (Solanales)                                                          |
|  |                                                                                    |
|  | Губоцвіті (Lamiales)                                                               |
|  |                                                                                    |

|  | Пасльоноцвіті (Solanales) |
|  |                           |
|  | Губоцвіті (Lamiales)      |
|  |                           |

|  | Шорстколисті (Boraginaceae)                                                        |
|  |                                                                                    |
|  | Тирличецвіті (Gentianales)                                                         |
|  |                                                                                    |
|  | \| \| Пасльоноцвіті (Solanales) \| \| \| \| \| \| Губоцвіті (Lamiales) \| \| \| \| |
|  |                                                                                    |
|  | Пасльоноцвіті (Solanales)                                                          |
|  |                                                                                    |
|  | Губоцвіті (Lamiales)                                                               |
|  |                                                                                    |

|  | Пасльоноцвіті (Solanales) |
|  |                           |
|  | Губоцвіті (Lamiales)      |
|  |                           |

|  | Зонтичні (Apiales)                                                                                       |
|  | |
|  | \| \| Паракрифоцвіті(інші мови) (Paracryphiales) \| \| \| \| \| \| Черсакоцвіті (Dipsacales) \| \| \| \| |
|  | |
|  | Паракрифоцвіті (Paracryphiales)                                                                          |
|  | |
|  | Черсакоцвіті (Dipsacales)                                                                                |
|  | |

|  | Паракрифоцвіті (Paracryphiales) |
|  |                                 |
|  | Черсакоцвіті (Dipsacales)       |
|  |                                 |

|  | Зонтичні (Apiales)                                                                                       |
|  | |
|  | \| \| Паракрифоцвіті(інші мови) (Paracryphiales) \| \| \| \| \| \| Черсакоцвіті (Dipsacales) \| \| \| \| |
|  | |
|  | Паракрифоцвіті (Paracryphiales)                                                                          |
|  | |
|  | Черсакоцвіті (Dipsacales)                                                                                |
|  | |

|  | Паракрифоцвіті (Paracryphiales) |
|  |                                 |
|  | Черсакоцвіті (Dipsacales)       |
|  |                                 |

|  | Зонтичні (Apiales)                                                                                       |
|  | |
|  | \| \| Паракрифоцвіті(інші мови) (Paracryphiales) \| \| \| \| \| \| Черсакоцвіті (Dipsacales) \| \| \| \| |
|  | |
|  | Паракрифоцвіті (Paracryphiales)                                                                          |
|  | |
|  | Черсакоцвіті (Dipsacales)                                                                                |
|  | |

|  | Паракрифоцвіті (Paracryphiales) |
|  |                                 |
|  | Черсакоцвіті (Dipsacales)       |
|  |                                 |

|  | Зонтичні (Apiales)                                                                                       |
|  | |
|  | \| \| Паракрифоцвіті(інші мови) (Paracryphiales) \| \| \| \| \| \| Черсакоцвіті (Dipsacales) \| \| \| \| |
|  | |
|  | Паракрифоцвіті (Paracryphiales)                                                                          |
|  | |
|  | Черсакоцвіті (Dipsacales)                                                                                |
|  | |

|  | Паракрифоцвіті (Paracryphiales) |
|  |                                 |
|  | Черсакоцвіті (Dipsacales)       |
|  |                                 |

|  | Зонтичні (Apiales)                                                                                       |
|  | |
|  | \| \| Паракрифоцвіті(інші мови) (Paracryphiales) \| \| \| \| \| \| Черсакоцвіті (Dipsacales) \| \| \| \| |
|  | |
|  | Паракрифоцвіті (Paracryphiales)                                                                          |
|  | |
|  | Черсакоцвіті (Dipsacales)                                                                                |
|  | |

|  | Паракрифоцвіті (Paracryphiales) |
|  |                                 |
|  | Черсакоцвіті (Dipsacales)       |
|  |                                 |

|  | Зонтичні (Apiales)                                                                                       |
|  | |
|  | \| \| Паракрифоцвіті(інші мови) (Paracryphiales) \| \| \| \| \| \| Черсакоцвіті (Dipsacales) \| \| \| \| |
|  | |
|  | Паракрифоцвіті (Paracryphiales)                                                                          |
|  | |
|  | Черсакоцвіті (Dipsacales)                                                                                |
|  | |

|  | Паракрифоцвіті (Paracryphiales) |
|  |                                 |
|  | Черсакоцвіті (Dipsacales)       |
|  |                                 |

|  | Зонтичні (Apiales)                                                                                       |
|  | |
|  | \| \| Паракрифоцвіті(інші мови) (Paracryphiales) \| \| \| \| \| \| Черсакоцвіті (Dipsacales) \| \| \| \| |
|  | |
|  | Паракрифоцвіті (Paracryphiales)                                                                          |
|  | |
|  | Черсакоцвіті (Dipsacales)                                                                                |
|  | |

|  | Паракрифоцвіті (Paracryphiales) |
|  |                                 |
|  | Черсакоцвіті (Dipsacales)       |
|  |                                 |

|  | Зонтичні (Apiales)                                                                                       |
|  | |
|  | \| \| Паракрифоцвіті(інші мови) (Paracryphiales) \| \| \| \| \| \| Черсакоцвіті (Dipsacales) \| \| \| \| |
|  | |
|  | Паракрифоцвіті (Paracryphiales)                                                                          |
|  | |
|  | Черсакоцвіті (Dipsacales)                                                                                |
|  | |

|  | Паракрифоцвіті (Paracryphiales) |
|  |                                 |
|  | Черсакоцвіті (Dipsacales)       |
|  |                                 |

|  | Шорстколисті (Boraginaceae)                                                        |
|  |                                                                                    |
|  | Тирличецвіті (Gentianales)                                                         |
|  |                                                                                    |
|  | \| \| Пасльоноцвіті (Solanales) \| \| \| \| \| \| Губоцвіті (Lamiales) \| \| \| \| |
|  |                                                                                    |
|  | Пасльоноцвіті (Solanales)                                                          |
|  |                                                                                    |
|  | Губоцвіті (Lamiales)                                                               |
|  |                                                                                    |

|  | Пасльоноцвіті (Solanales) |
|  |                           |
|  | Губоцвіті (Lamiales)      |
|  |                           |

|  | Шорстколисті (Boraginaceae)                                                        |
|  |                                                                                    |
|  | Тирличецвіті (Gentianales)                                                         |
|  |                                                                                    |
|  | \| \| Пасльоноцвіті (Solanales) \| \| \| \| \| \| Губоцвіті (Lamiales) \| \| \| \| |
|  |                                                                                    |
|  | Пасльоноцвіті (Solanales)                                                          |
|  |                                                                                    |
|  | Губоцвіті (Lamiales)                                                               |
|  |                                                                                    |

|  | Пасльоноцвіті (Solanales) |
|  |                           |
|  | Губоцвіті (Lamiales)      |
|  |                           |

|  | Зонтичні (Apiales)                                                                                       |
|  | |
|  | \| \| Паракрифоцвіті(інші мови) (Paracryphiales) \| \| \| \| \| \| Черсакоцвіті (Dipsacales) \| \| \| \| |
|  | |
|  | Паракрифоцвіті (Paracryphiales)                                                                          |
|  | |
|  | Черсакоцвіті (Dipsacales)                                                                                |
|  | |

|  | Паракрифоцвіті (Paracryphiales) |
|  |                                 |
|  | Черсакоцвіті (Dipsacales)       |
|  |                                 |

|  | Зонтичні (Apiales)                                                                                       |
|  | |
|  | \| \| Паракрифоцвіті(інші мови) (Paracryphiales) \| \| \| \| \| \| Черсакоцвіті (Dipsacales) \| \| \| \| |
|  | |
|  | Паракрифоцвіті (Paracryphiales)                                                                          |
|  | |
|  | Черсакоцвіті (Dipsacales)                                                                                |
|  | |

|  | Паракрифоцвіті (Paracryphiales) |
|  |                                 |
|  | Черсакоцвіті (Dipsacales)       |
|  |                                 |

|  | Зонтичні (Apiales)                                                                                       |
|  | |
|  | \| \| Паракрифоцвіті(інші мови) (Paracryphiales) \| \| \| \| \| \| Черсакоцвіті (Dipsacales) \| \| \| \| |
|  | |
|  | Паракрифоцвіті (Paracryphiales)                                                                          |
|  | |
|  | Черсакоцвіті (Dipsacales)                                                                                |
|  | |

|  | Паракрифоцвіті (Paracryphiales) |
|  |                                 |
|  | Черсакоцвіті (Dipsacales)       |
|  |                                 |

|  | Зонтичні (Apiales)                                                                                       |
|  | |
|  | \| \| Паракрифоцвіті(інші мови) (Paracryphiales) \| \| \| \| \| \| Черсакоцвіті (Dipsacales) \| \| \| \| |
|  | |
|  | Паракрифоцвіті (Paracryphiales)                                                                          |
|  | |
|  | Черсакоцвіті (Dipsacales)                                                                                |
|  | |

|  | Паракрифоцвіті (Paracryphiales) |
|  |                                 |
|  | Черсакоцвіті (Dipsacales)       |
|  |                                 |

|  | Зонтичні (Apiales)                                                                                       |
|  | |
|  | \| \| Паракрифоцвіті(інші мови) (Paracryphiales) \| \| \| \| \| \| Черсакоцвіті (Dipsacales) \| \| \| \| |
|  | |
|  | Паракрифоцвіті (Paracryphiales)                                                                          |
|  | |
|  | Черсакоцвіті (Dipsacales)                                                                                |
|  | |

|  | Паракрифоцвіті (Paracryphiales) |
|  |                                 |
|  | Черсакоцвіті (Dipsacales)       |
|  |                                 |

|  | Зонтичні (Apiales)                                                                                       |
|  | |
|  | \| \| Паракрифоцвіті(інші мови) (Paracryphiales) \| \| \| \| \| \| Черсакоцвіті (Dipsacales) \| \| \| \| |
|  | |
|  | Паракрифоцвіті (Paracryphiales)                                                                          |
|  | |
|  | Черсакоцвіті (Dipsacales)                                                                                |
|  | |

|  | Паракрифоцвіті (Paracryphiales) |
|  |                                 |
|  | Черсакоцвіті (Dipsacales)       |
|  |                                 |

|  | Зонтичні (Apiales)                                                                                       |
|  | |
|  | \| \| Паракрифоцвіті(інші мови) (Paracryphiales) \| \| \| \| \| \| Черсакоцвіті (Dipsacales) \| \| \| \| |
|  | |
|  | Паракрифоцвіті (Paracryphiales)                                                                          |
|  | |
|  | Черсакоцвіті (Dipsacales)                                                                                |
|  | |

|  | Паракрифоцвіті (Paracryphiales) |
|  |                                 |
|  | Черсакоцвіті (Dipsacales)       |
|  |                                 |

|  | Зонтичні (Apiales)                                                                                       |
|  | |
|  | \| \| Паракрифоцвіті(інші мови) (Paracryphiales) \| \| \| \| \| \| Черсакоцвіті (Dipsacales) \| \| \| \| |
|  | |
|  | Паракрифоцвіті (Paracryphiales)                                                                          |
|  | |
|  | Черсакоцвіті (Dipsacales)                                                                                |
|  | |

|  | Паракрифоцвіті (Paracryphiales) |
|  |                                 |
|  | Черсакоцвіті (Dipsacales)       |
|  |                                 |

|  | Шорстколисті (Boraginaceae)                                                        |
|  |                                                                                    |
|  | Тирличецвіті (Gentianales)                                                         |
|  |                                                                                    |
|  | \| \| Пасльоноцвіті (Solanales) \| \| \| \| \| \| Губоцвіті (Lamiales) \| \| \| \| |
|  |                                                                                    |
|  | Пасльоноцвіті (Solanales)                                                          |
|  |                                                                                    |
|  | Губоцвіті (Lamiales)                                                               |
|  |                                                                                    |

|  | Пасльоноцвіті (Solanales) |
|  |                           |
|  | Губоцвіті (Lamiales)      |
|  |                           |

|  | Шорстколисті (Boraginaceae)                                                        |
|  |                                                                                    |
|  | Тирличецвіті (Gentianales)                                                         |
|  |                                                                                    |
|  | \| \| Пасльоноцвіті (Solanales) \| \| \| \| \| \| Губоцвіті (Lamiales) \| \| \| \| |
|  |                                                                                    |
|  | Пасльоноцвіті (Solanales)                                                          |
|  |                                                                                    |
|  | Губоцвіті (Lamiales)                                                               |
|  |                                                                                    |

|  | Пасльоноцвіті (Solanales) |
|  |                           |
|  | Губоцвіті (Lamiales)      |
|  |                           |

|  | Зонтичні (Apiales)                                                                                       |
|  | |
|  | \| \| Паракрифоцвіті(інші мови) (Paracryphiales) \| \| \| \| \| \| Черсакоцвіті (Dipsacales) \| \| \| \| |
|  | |
|  | Паракрифоцвіті (Paracryphiales)                                                                          |
|  | |
|  | Черсакоцвіті (Dipsacales)                                                                                |
|  | |

|  | Паракрифоцвіті (Paracryphiales) |
|  |                                 |
|  | Черсакоцвіті (Dipsacales)       |
|  |                                 |

|  | Зонтичні (Apiales)                                                                                       |
|  | |
|  | \| \| Паракрифоцвіті(інші мови) (Paracryphiales) \| \| \| \| \| \| Черсакоцвіті (Dipsacales) \| \| \| \| |
|  | |
|  | Паракрифоцвіті (Paracryphiales)                                                                          |
|  | |
|  | Черсакоцвіті (Dipsacales)                                                                                |
|  | |

|  | Паракрифоцвіті (Paracryphiales) |
|  |                                 |
|  | Черсакоцвіті (Dipsacales)       |
|  |                                 |

|  | Зонтичні (Apiales)                                                                                       |
|  | |
|  | \| \| Паракрифоцвіті(інші мови) (Paracryphiales) \| \| \| \| \| \| Черсакоцвіті (Dipsacales) \| \| \| \| |
|  | |
|  | Паракрифоцвіті (Paracryphiales)                                                                          |
|  | |
|  | Черсакоцвіті (Dipsacales)                                                                                |
|  | |

|  | Паракрифоцвіті (Paracryphiales) |
|  |                                 |
|  | Черсакоцвіті (Dipsacales)       |
|  |                                 |

|  | Зонтичні (Apiales)                                                                                       |
|  | |
|  | \| \| Паракрифоцвіті(інші мови) (Paracryphiales) \| \| \| \| \| \| Черсакоцвіті (Dipsacales) \| \| \| \| |
|  | |
|  | Паракрифоцвіті (Paracryphiales)                                                                          |
|  | |
|  | Черсакоцвіті (Dipsacales)                                                                                |
|  | |

|  | Паракрифоцвіті (Paracryphiales) |
|  |                                 |
|  | Черсакоцвіті (Dipsacales)       |
|  |                                 |

|  | Зонтичні (Apiales)                                                                                       |
|  | |
|  | \| \| Паракрифоцвіті(інші мови) (Paracryphiales) \| \| \| \| \| \| Черсакоцвіті (Dipsacales) \| \| \| \| |
|  | |
|  | Паракрифоцвіті (Paracryphiales)                                                                          |
|  | |
|  | Черсакоцвіті (Dipsacales)                                                                                |
|  | |

|  | Паракрифоцвіті (Paracryphiales) |
|  |                                 |
|  | Черсакоцвіті (Dipsacales)       |
|  |                                 |

|  | Зонтичні (Apiales)                                                                                       |
|  | |
|  | \| \| Паракрифоцвіті(інші мови) (Paracryphiales) \| \| \| \| \| \| Черсакоцвіті (Dipsacales) \| \| \| \| |
|  | |
|  | Паракрифоцвіті (Paracryphiales)                                                                          |
|  | |
|  | Черсакоцвіті (Dipsacales)                                                                                |
|  | |

|  | Паракрифоцвіті (Paracryphiales) |
|  |                                 |
|  | Черсакоцвіті (Dipsacales)       |
|  |                                 |

|  | Зонтичні (Apiales)                                                                                       |
|  | |
|  | \| \| Паракрифоцвіті(інші мови) (Paracryphiales) \| \| \| \| \| \| Черсакоцвіті (Dipsacales) \| \| \| \| |
|  | |
|  | Паракрифоцвіті (Paracryphiales)                                                                          |
|  | |
|  | Черсакоцвіті (Dipsacales)                                                                                |
|  | |

|  | Паракрифоцвіті (Paracryphiales) |
|  |                                 |
|  | Черсакоцвіті (Dipsacales)       |
|  |                                 |

|  | Зонтичні (Apiales)                                                                                       |
|  | |
|  | \| \| Паракрифоцвіті(інші мови) (Paracryphiales) \| \| \| \| \| \| Черсакоцвіті (Dipsacales) \| \| \| \| |
|  | |
|  | Паракрифоцвіті (Paracryphiales)                                                                          |
|  | |
|  | Черсакоцвіті (Dipsacales)                                                                                |
|  | |

|  | Паракрифоцвіті (Paracryphiales) |
|  |                                 |
|  | Черсакоцвіті (Dipsacales)       |
|  |                                 |